# العلاقات النمساوية البيلاروسية
العلاقات النمساوية البيلاروسية هي العلاقات الثنائية التي تجمع بين النمسا وروسيا البيضاء.

## مقارنة بين البلدين
هذه مقارنة عامة ومرجعية للدولتين:
| وجه المقارنة                                              | النمسا                                                    | روسيا البيضاء                    |
| --------------------------------------------------------- | --------------------------------------------------------- | -------------------------------- |
| المساحة (كم2)                                             | 83.86 ألف                                                 | 207.60 ألف                       |
| عدد السكان (نسمة)                                         | 8.81 مليون                                                | 9.50 مليون                       |
| الكثافة السكانية (ن./كم²)                                 | 105.06                                                    | 45.76                            |
| العاصمة                                                   | فيينا                                                     | مينسك                            |
| اللغة الرسمية                                             | اللغة الألمانية، لغة الإشارة النمساوية ‏                   | اللغة البيلاروسية، اللغة الروسية |
| العملة                                                    | يورو، شلن نمساوي، رايخ مارك، شلن نمساوي                   | روبل بلاروسي                     |
| الناتج المحلي الإجمالي (بليون دولار)                      | 416.60 مليار                                              | 54.44 مليار                      |
| الناتج المحلي الإجمالي (تعادل القوة الشرائية) بليون دولار | 426.99 مليار                                              | 168.35 مليار                     |
| الناتج المحلي الإجمالي الاسمي للفرد دولار أمريكي          | 43.77 ألف                                                 | 5.74 ألف                         |
| الناتج المحلي الإجمالي للفرد دولار أمريكي                 | 47.68 ألف                                                 | 18.18 ألف                        |
| مؤشر التنمية البشرية                                      | 0.885                                                     | 0.798                            |
| رمز المكالمات الدولي                                      | +43                                                       | +375                             |
| رمز الإنترنت                                              | .at                                                       | .by، .бел                        |
| المنطقة الزمنية                                           | توقيت وسط أوروبا، ت ع م+01:00، ت ع م+02:00، أوروبا/فيينا ‏ | ت ع م+03:00                      |

## مدن متوأمة
في ما يلي قائمة باتفاقيات التوأمة بين مدن نمساوية وبيلاروسية:
- ترتبط تشوكيراو مع بارانافيتشي باتفاقية توأمة منذ 17 أغسطس 1989.

## منظمات دولية مشتركة
يشترك البلدان في عضوية مجموعة من المنظمات الدولية، منها:
| علم المنظمة | اسم المنظمة                               | تاريخ انضمام النمسا | تاريخ انضمام روسيا البيضاء |
| ----------- | ----------------------------------------- | ------------------- | -------------------------- |
|             | منظمة الأمن والتعاون في أوروبا            | 25 يونيو 1973       | 30 يناير 1992              |
|             | مؤسسة التمويل الدولية                     | 28 سبتمبر 1956      | 2 نوفمبر 1992              |
|             | منظمة حظر الأسلحة الكيميائية              | ?                   | ?                          |
|             | الأمم المتحدة                             | 14 ديسمبر 1955      | 24 أكتوبر 1945             |
|             | الاتحاد الدولي للاتصالات                  | 1866                | 7 مايو 1947                |
|             | منظمة الشرطة الجنائية الدولية             | ?                   | ?                          |
|             | البنك الدولي للإنشاء والتعمير             | 27 أغسطس 1948       | 10 يوليو 1992              |
|             | الاتحاد البريدي العالمي                   | ?                   | ?                          |
|             | المركز الدولي لتسوية المنازعات الاستشارية | 24 يونيو 1971       | 9 أغسطس 1992               |
|             | وكالة ضمان الاستثمار متعدد الأطراف        | 16 ديسمبر 1997      | 3 ديسمبر 1992              |
|             | يونسكو                                    | 13 أغسطس 1948       | 12 مايو 1954               |
|             | مجموعة الموردين النوويين                  | ?                   | ?                          |

## وصلات خارجية
- موقع وزارة الخارجية النمساوية
- موقع وزارة الخارجية البيلاروسية